# Il giuramento
Il giuramento (El juramento) es una ópera en tres actos del compositor italiano Saverio Mercadante. El libreto, de Gaetano Rossi, se basa en la obra de Victor Hugo Angélo, tyran de Padoue. Es la misma fuente que usó Arrigo Boito, bajo el seusónimo de "Tobia Gorrio", para el libreto de La Gioconda de Ponchielli.
Lá ópera se estrenó en La Scala, Milán el 11 de marzo de 1837 y fue "rápidamente asumida por otros teatros en toda Italia".  En un año, se representó en Viena (abril de 1838) y más tarde apareció en muchas ciudades europeas incluyendo Barcelona (noviembre de 1839), Londres (junio de 1840) y París (1858) y en Nueva York (febrero 1848).
Se ha señalado que hay alementos en esta época que llevaron la ópera italiana a una nueva dirección:
"Su tensa estructura dramática y vívida pintura de escenas musical la alejan de otras épocas de su época ... No sólo oímos en su música un fidedigno lirismo italiano, sino también los primeros movimientos alejándose de la ornamentación por sí misma.  Mercadante usa la orquesta no como un pálido acompañamiento de la acción dramática, sino como un compañero pleno en el drama".

## Historia
Después de mediados del siglo XIX la ópera perdió popularidad, y para el año 1900 hacía "desaparecido virtualmente", para no revivir hasta los años cincuenta. Sin embargo, se ha señalado que, antes de 1900, la ópera recibió 400 representaciones y La vestale de Mercadante 150 representaciones en comparación con el total de aproximadamente 90 representaciones de obras de Verdi como Giovanna d'Arco, Don Carlo (en todas sus versiones), y Aroldo.
Se han producido representaciones ocasionales en tiempos modernos. La ópera se presentó en el Festival dei Due Mondi en Spoleto en junio de 1970 con Thomas Schippers dirigiendo. El directos alemán Gerd Albrecht dio una versión de concierto en Berlín en 1974 y otras tres representaciones en 1979, una de las cuales fue grabada. Hay cuatro representaciones escénicas en Nantes, Francia, en noviembre de 1993, dirigidas por Giuliano Carella.  También se interpretó en el Festival de Ópera de Wexford en diciembre de 2002 bajo la batuta de Paolo Arrivabeni. Esta ópera rara vez se representa en la actualidad; en las estadísticas de Operabase aparece con sólo 2 representaciones en el período 2005-2010. Una de ellas fue la de la Ópera Nacional de Washington en versión de concierto en mayo de 2009 con Antony Walker dirigiendo.

## Personajes
| Personajes                                                       | Tesitura  | Elenco del estreno (Director: - Eugenio Cavallini) |
| ---------------------------------------------------------------- | --------- | -------------------------------------------------- |
| Elaisa                                                           | soprano   | Sofia Dall'Oca-Schoberlechner                      |
| Manfredo, esposo de Bianca, pero enamorado de Elaisa             | barítono  | Giovanni Orazio Cartagenova                        |
| Bianca,esposa de Manfredo, pero enamorada en secreto de Viscardo | contralto | Marietta Brambilla                                 |
| Viscardo di Benevento, rescatador de Elaisa                      | tenor     | Francesco Pedrazzi                                 |
| Brunoro, secretario de Manfredo                                  | tenor     | Giuseppe Vaschetti                                 |
| Isaura                                                           | soprano   | Angela Carolina Pochini                            |

## Sinopsis
La ópera transcurse en Siracusa, Sicilia en el siglo XIV.

### Acto 1
Bianca se ha casado en contra de su voluntad con el conde Manfredo, aunque secretamente está enamorada de un caballero desconocido. Elaisa, una joven que busca a la hija de su benefactor, y Viscardo llegan a la ciudad. El cortesano en desgracia Brunoro descubre que Viscardo es el caballero amado por Bianca. Se lo dice a Elaisa para que esta se ponga celosa, pero ella descubre que Bianca es la misma mujer que ella estaba buscando.

### Acto 2
El conde sospecha de la infidelidad de Bianca y la encierra en la tumba de la familia, pensando envenenarla. Pero Elaisa, a la que el conde ama, consigue sustituir un fuerte narcótico por el veneno.

### Acto 3
Viscardo cree que Elaisa es responsable de la muerte de Bianca y la apuñala al tiempo que Bianca despierta de su profundo sueño.

## Grabaciones
| Año  | Elenco (Manfredo, Bianca, Elaisa, Viscardo)                          | Director, Teatro de ópera y orquesta                                                                                                 | Sello discográfico                                                 |
| ---- | -------------------------------------------------------------------- | --- | ------------------------------------------------------------------ |
| 1951 | Rolando Panerai, Miriam Pirazzini, Maria Vitale, Amedeo Berdini      | Alfredo Simonetto, Coro y orquesta de la RAI de Milán                                                                                | Audio CD: Myto Cat: MCD 905 32                                     |
| 1975 | Lajos Miller, Benedetta Pecchioli, Teresa Żylis Gara, Michele Molese | Maurizio Arena, Orquesta y coro de Radio France                                                                                      | Audio CD: Rodolphe Cat: RPC 32417-32418                            |
| 1979 | Robert Kerns, Agnes Baltsa, Mara Zampieri, Plácido Domingo           | Gerd Albrecht, Orquesta y coro de la Ópera Estatal de Viena (Grabación de una interpretación de concierto en Viena, 9 de septiembre) | Audio CD: Orfeo d'Or Cat: C 680 062 1 House of Opera Cat: CDBB 335 |